# Aglossodes pineaui
Aglossodes pineaui is een vlinder uit de familie snuitmotten (Pyralidae). De wetenschappelijke naam van deze soort is voor het eerst geldig gepubliceerd in 1977 door Rougeot.
De soort komt voor in tropisch Afrika.